# 楊智淵

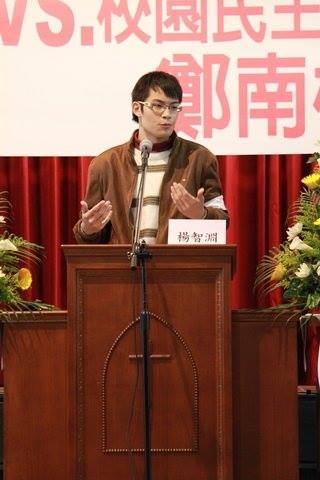

楊 智淵（拼音: Yang Zhiyuan、ウェード式: Yang Chih-yuan、1990年1月21日 - ）は、中華民国（台湾）の政治家、囲碁棋士。台湾民族党副主席（2019年）。

## 経歴
楊智淵は、台湾本籍人と外省人が混在する家庭の出身である。 母方の祖父は中華民国国軍の基礎将校で淮海戰役に参加、曽祖父は太平洋戦争で台湾人日本兵として南洋に派遣された。
2022年7月には、既婚の25歳の政界の後輩から「セクシャルハラスメント」を受けたと告発された。

## 逮捕
アメリカ合衆国下院議長ナンシー・ペロシが台湾訪問した後、2022年8月3日、楊智淵は中華人民共和国浙江省温州市の国家安全局に「国家分裂犯罪の扇動容疑」を理由に逮捕された。